# Королько Микола Петрович
Мико́ла Петро́вич Королько́ (19 травня 1988, Тоболи Камінь-Каширський район, Волинська область — 21 липня 2014, Георгіївка, Лутугинський район, Луганська область) — український військовик, снайпер, вояк, 24-й батальйон територіальної оборони «Айдар» ЗСУ МО України. Загинув у ході війни на сході України в боях за місто Луганськ. Кавалер ордена «За мужність» ІІІ ступеня.

## Життєпис
Микола народився 19 травня 1988 р. в селі Тоболи, там же навчався в ЗОШ 1-3 ступеня.

### Освіта

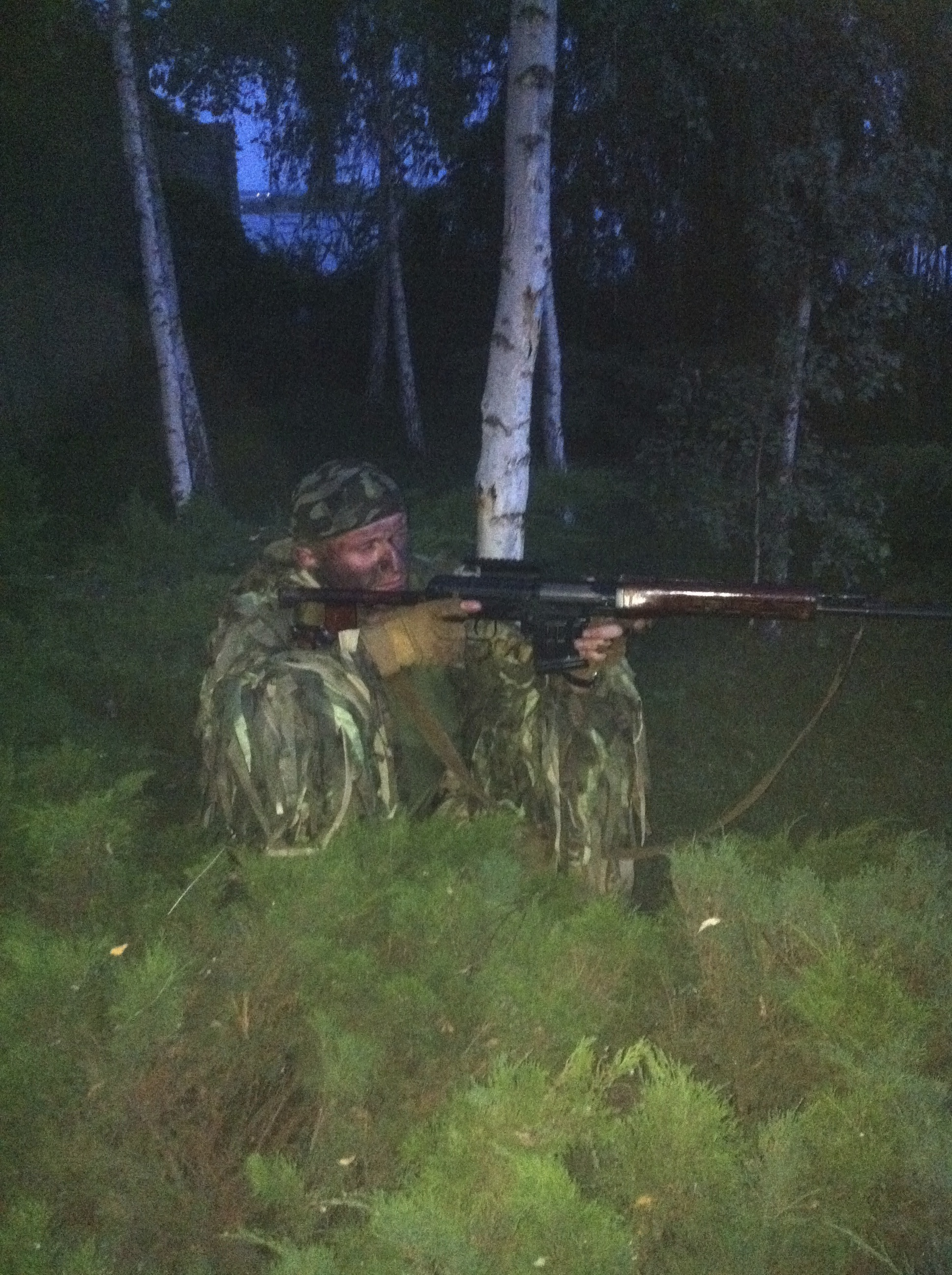

- 2006—2011 — НУДПС України, юридичний факультет, спеціальність фінансове право, юрист;
- 2005 СНУ, факультет історичний, спеціальність політологія;
- 2004—2005 — Волинський обласний ліцей інтернат, суспільно-гуманітарний профіль.

За період навчання брав активну участь в громадських і культурних заходах. Мав посаду юрисконсульта профкому студентів та курсантів Національного університету державної податкової служби України.
2011—1012 – керівник відділу продажу по операціям з нерухомості.

## Євромайдан
Громадський активіст, духовний ватажок. Микола знав і любив історію України, володів німецькою мовою, багато читав бізнес- та наукової літератури. Його девіз по життю звучав так: «Тільки сміливі мають право на щастя».
Його улюбленим українським письменником був Іван Багряний, постійно цитував його, ось одні з найулюбленіших:
|  | В сміливих щастя завжди є!.. Ліпше вмирати біжучи, ніж жити гниючи! Бог не без милості, козак не без щастя. |

## Участь в АТО
Королько Микола Петрович з 24 червня минулого року знаходився на добровільних засадах на військовій службі у військовій частині ПП В0624 відповідно до п.2 ч.4 ст.2 Закону України «Про часткову мобілізацію» від 06.05.2014 р. № 454/2014, що своїм підписом затвердив командир даної військової частини, підполковник С. П. Мельничук.
Влітку 2014 року Микола приєднався до 24-го Батальйону териториальної оборони «Айдар». Проходив службу у 2-му взводі батальйону. Микола був розвідником і пишався цим статусом. Він завжди шукав можливості вийти на вилазки навіть у час, коли інша частина взводу відпочивала. Микола всім запам'ятається найвеселішою людиною, який не жартував, а жартами розмовляв.

## Обставини загибелі
21 липня 2014 року Микола Королько загинув від танкового снаряду. Того дня, Микола зайняв снайперську позицію і прикривав наступ української армії. Але позиція була обстріляна танковою групою сепаратистів. Це була одна з найболючіших втрат батальйону. Тоді ж поліг старший лейтенант Павло Ящук.
Залишилась дружина Валентина та двоє неповнолітніх дітей (Соломія-2,6 роки, Настя-7 місяців).